# Virgilio Guzzi
Virgilio Guzzi (Molfetta, 23 dicembre 1902 – Roma, 9 novembre 1978) è stato un pittore italiano.

## Biografia
Era il figlio di Domenico Guzzi, farmacista, ed Evelina Pedullà. Nel 1910, dopo alcuni anni trascorsi a Napoli, si stabilì con la famiglia a Roma. 
Esponente della Scuola Romana fu presidente dell'Accademia di San Luca dal 1974 al 1976. Critico de Il Tempo, fu docente all'Accademia di belle arti di Roma.
Ha fatto parte di numerose commissioni di pittura estemporanea.